# Pierre Villepreux

a Compétitions nationales et continentales officielles uniquement.

b Matchs officiels uniquement.
Dernière mise à jour le 3 août 2012.
Pierre Villepreux, né le 5 juillet 1943 à Pompadour (Corrèze), est un joueur international français de rugby à XV qui évolue au poste d'arrière au sein de l'effectif du CA Brive puis du Stade toulousain (1,80 m pour 92 kg). Il joue 34 rencontres avec l'équipe de France de 1967 à 1972 et participe au grand chelem dans le Tournoi des Cinq Nations 1968.
Il est ensuite entraîneur, directeur technique, directeur technique national (DTN), professeur certifié puis agrégé d'EPS, maître de conférences puis professeur des universités en sciences et techniques des activités physiques et sportives (STAPS). Il est co-entraîneur du Stade toulousain de 1982 à 1989 puis de l'équipe de France de 1995 à 1999. Il remporte le championnat de France en 1985, 1986 et 1989 et le Tournoi des Cinq Nations en 1997 et 1998.
À l'instar de René Deleplace, son père spirituel, il est aujourd'hui considéré comme l'un des plus grands théoriciens du rugby français. En 2018, il devient le douzième Français à être admis au Temple de la renommée World Rugby.

## Biographie

### Joueur

#### En club
Pierre Villepreux prend sa première licence de rugby à XV avec le CA Brive en 1959, où il évolue en équipe première de 1963 à 1965[réf. nécessaire], avant de rejoindre le Stade toulousain.
Il a longtemps symbolisé le principe de l'arrière « intercalé », ce principe ayant dépoussiéré les schémas offensifs appliqués jusqu'alors (cet adjectif est d'ailleurs le titre de son autobiographie). Le numéro 15 devenait autre chose que le dernier rempart. Le joueur corrézien possédait également un coup de pied phénoménal qui lui permettait de réussir des pénalités et des drops de plus de 50 mètres. Il était considéré à l'époque comme « un des meilleurs arrières du monde à XV ».

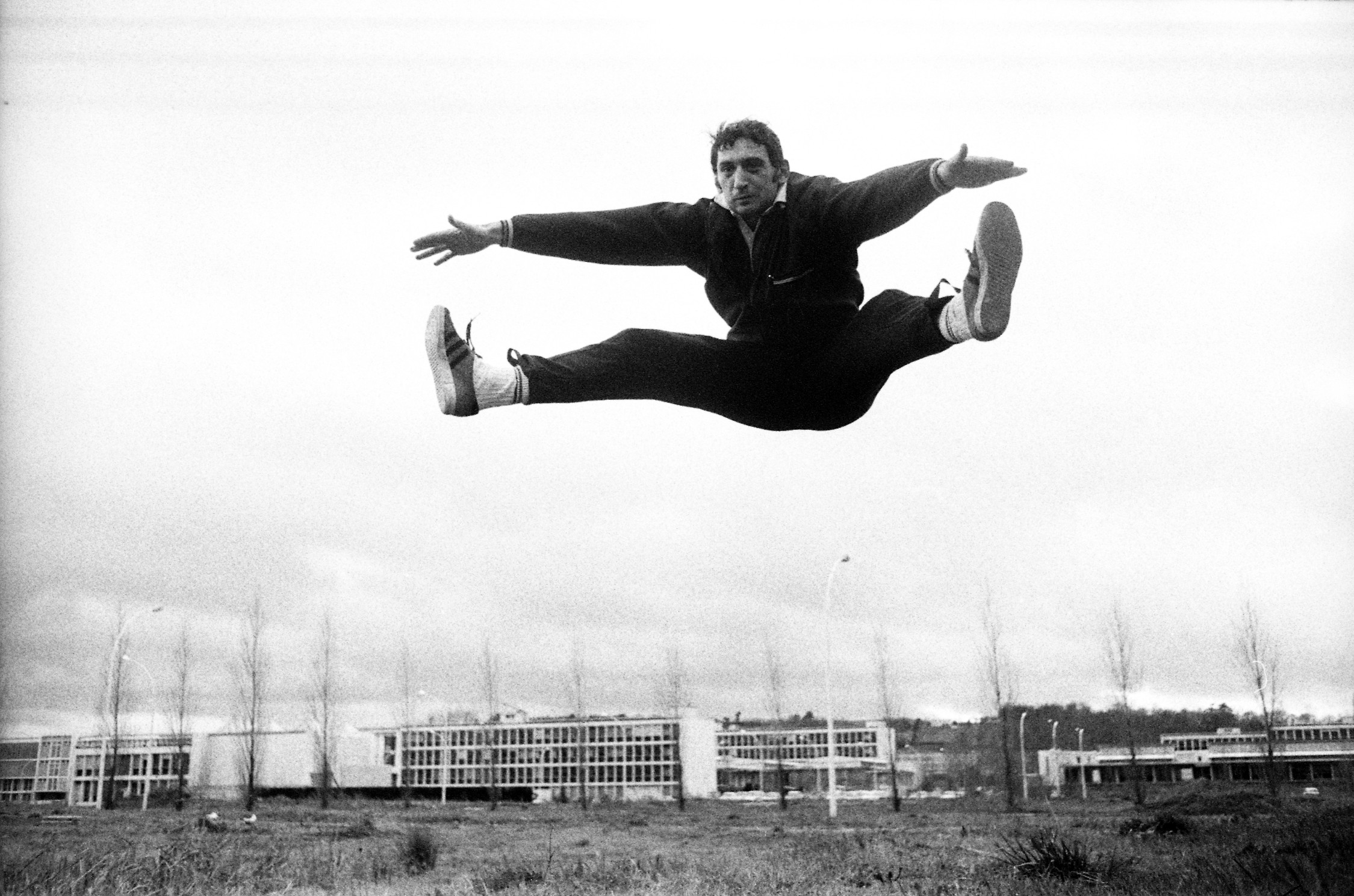
Pierre Villepreux lors d'un entraînement à l'Université Toulouse-III-Paul-Sabatier en 1970.

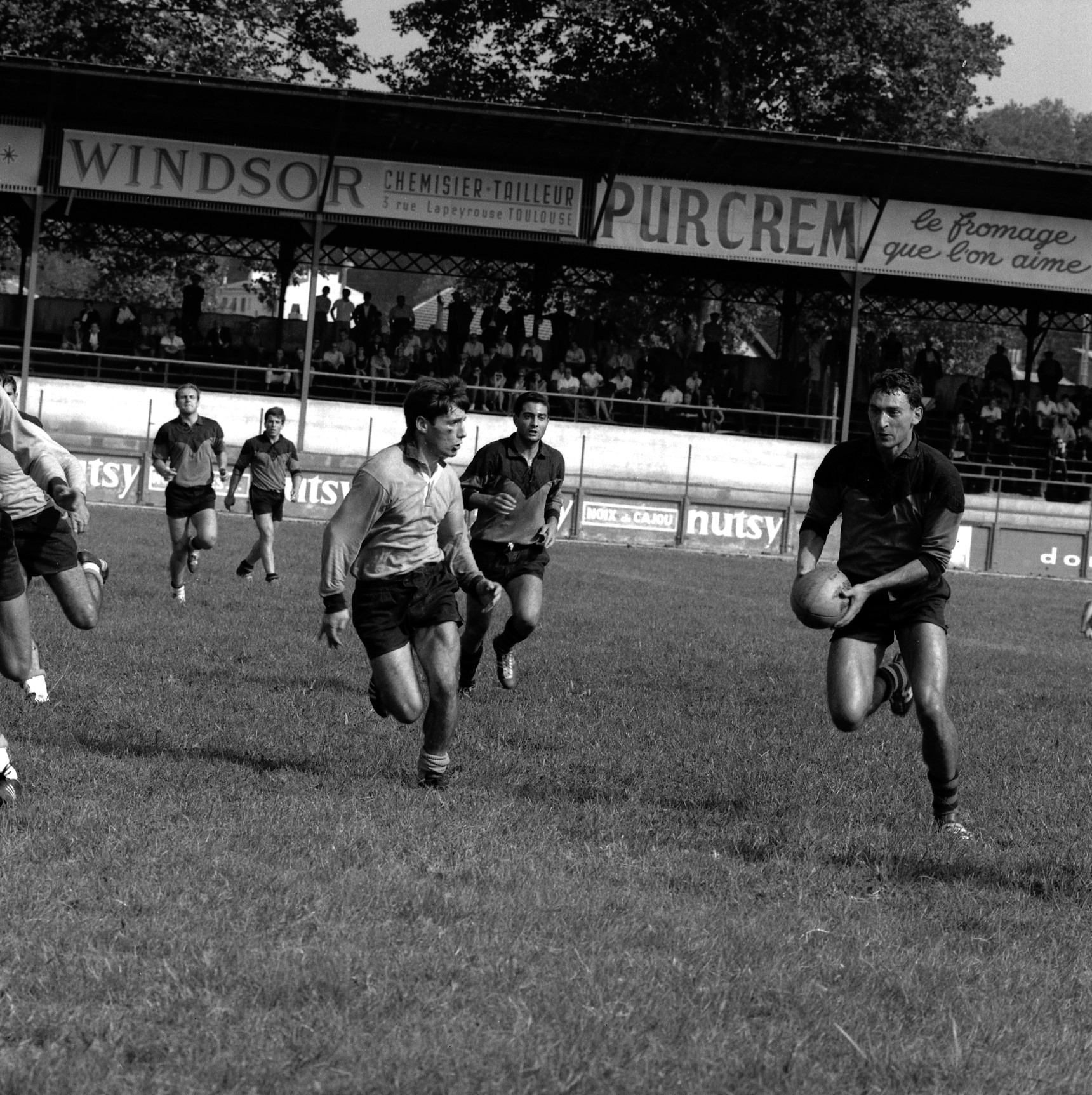
Pierre Villepreux sur la pelouse du Stade des Ponts Jumeaux durant un match avec le Stade toulousain en 1966.

Finaliste du championnat de France avec le Stade toulousain en 1969 et vainqueur du Grand Chelem en 1968, il obtient l'Oscar du Midi olympique en 1970, en est second en 1972 et reçoit le Prix Henry Deutsch de la Meurthe de l'Académie des sports en 1970.

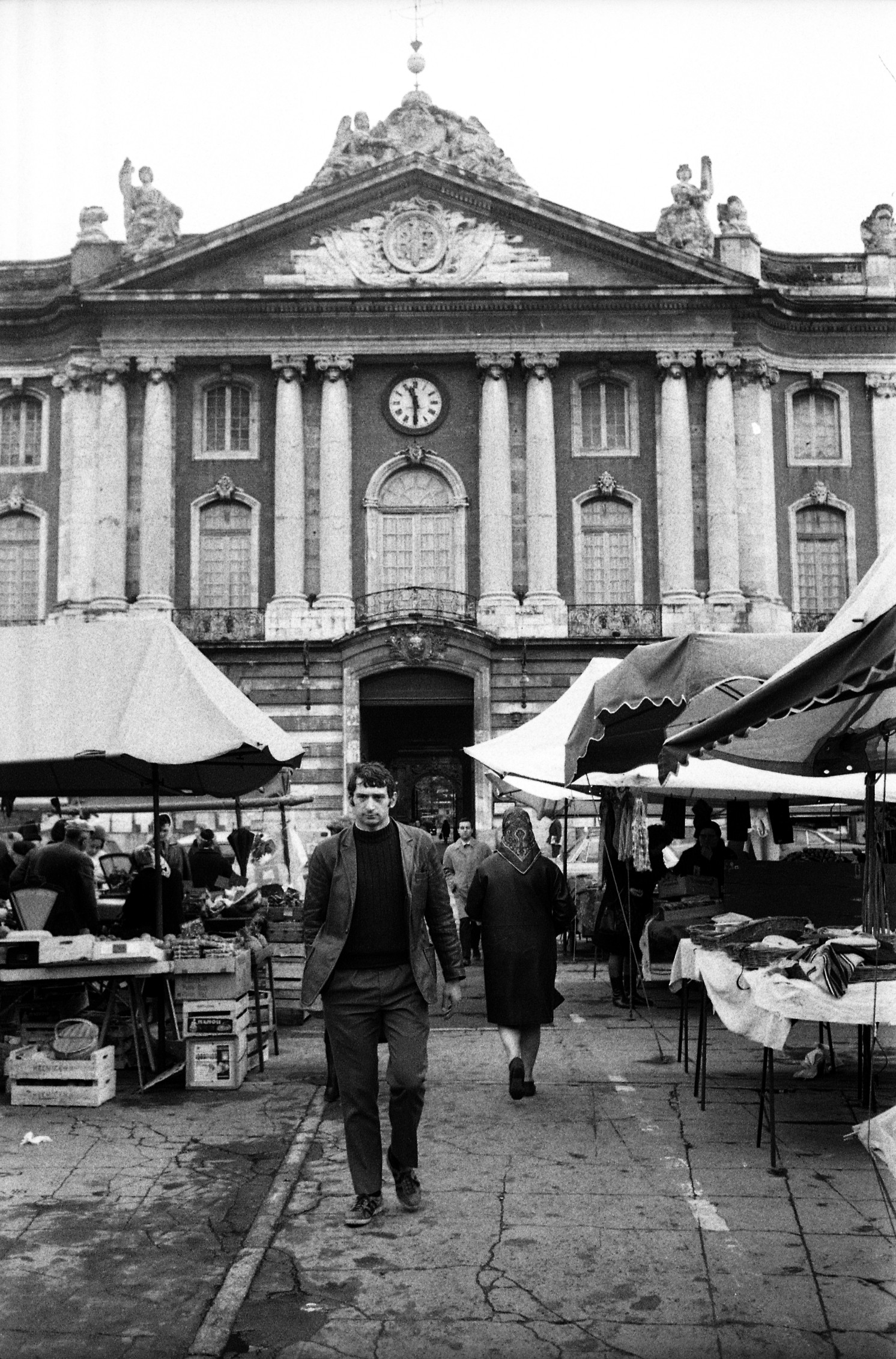
Pierre Villepreux place du Capitole, jour de marché (1970).

À son retour de Polynésie française, il effectue une dernière pige au Stade toulousain lors de la saison 1977-1978. Il débute avec l'équipe réserve, mais les absences conjuguées d'un buteur fiable qui fait cruellement défaut et d'un demi-d'ouverture de haut niveau vont accélérer son retour en équipe première en fin de saison. Profitant de la blessure de Christian Massat, il réintègre l'équipe fanion le 12 février 1978 contre Aurillac au stade des Sept Deniers, rebaptisé depuis stade Ernest-Wallon. Il retrouve ses jambes d'antan et, après une percée dans son style caractéristique, il est à l'origine de l'essai de la victoire marqué à la toute dernière minute, ratant de peu la transformation difficile en coin. Il ne quittera plus l'équipe première jusqu'à la fin de la saison.
Par-là même, il participe à la victoire des siens en quart de finale du championnat contre le Stade bagnérais qui fit une première mi-temps tonitruante. Les Rouge et Noir sont complètement dépassés et les avants outrageusement dominés. Mais, au retour des vestiaires, Pierre Villepreux prend les choses en main et promène son vis-à-vis Jean-Michel Aguirre grâce à son jeu au pied. Celui-ci, durement éprouvé sur un plaquage de Guy Novès à la réception d'une chandelle bien dosée de son ouvreur, termine la partie diminué. Les toulousains s'imposent sur le fil après un essai de Guy Novès. Pierre Villepreux marque 11 des 18 points de son équipe.
En demi-finale, Toulouse ne perd que de 3 points devant « l'ogre bitterois » de l'AS Béziers de Michel Palmié, Alain Estève et Armand Vaquerin. Pierre Villepreux marque encore 5 des 9 points de son équipe. En réalité, cette défaite sonne le renouveau stadiste. Pierre Villepreux y aura largement contribué.
Le 12 septembre 2018, Pierre Villepreux fait son entrée au International Rugby Hall of Fame, devenant le 140e joueur à connaître l'honneur de cette intronisation et le douzième français.

#### En sélection
Le 17 août 1968, à l'occasion d'un match contre l'Australie, il devient le premier international français à être remplacé en cours de match, à la 16e minute, sur blessure. Christian Boujet, son remplaçant, inscrit un essai qu'il transforme lui-même. Malgré cela, les Bleu s'inclinent sur le score de 11 à 10.

### Entraîneur

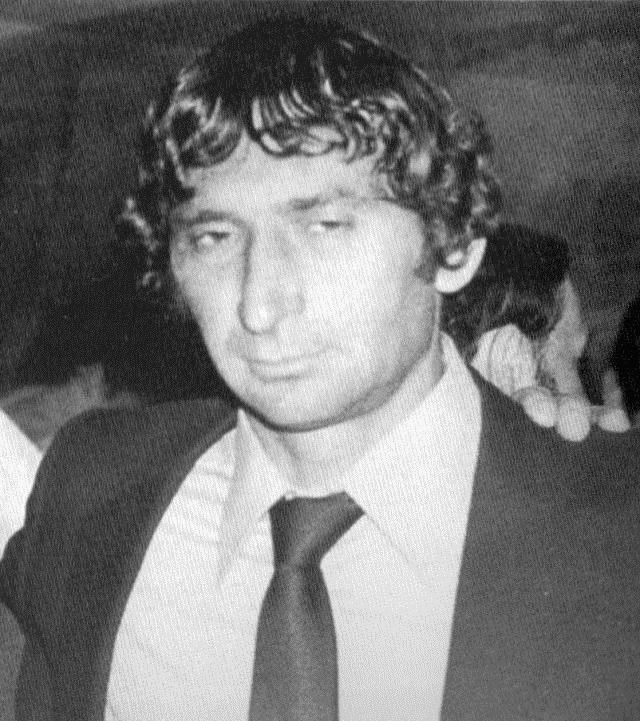
Pierre Villepreux en 1978.

Pierre Villepreux, alors professeur d'EPS et joueur, commence dès la fin des années 60 sa carrière comme entraîneur des équipes universitaires toulousaines.
De 1978 à 1981, il est sélectionneur de l'équipe d'Italie de rugby à XV.

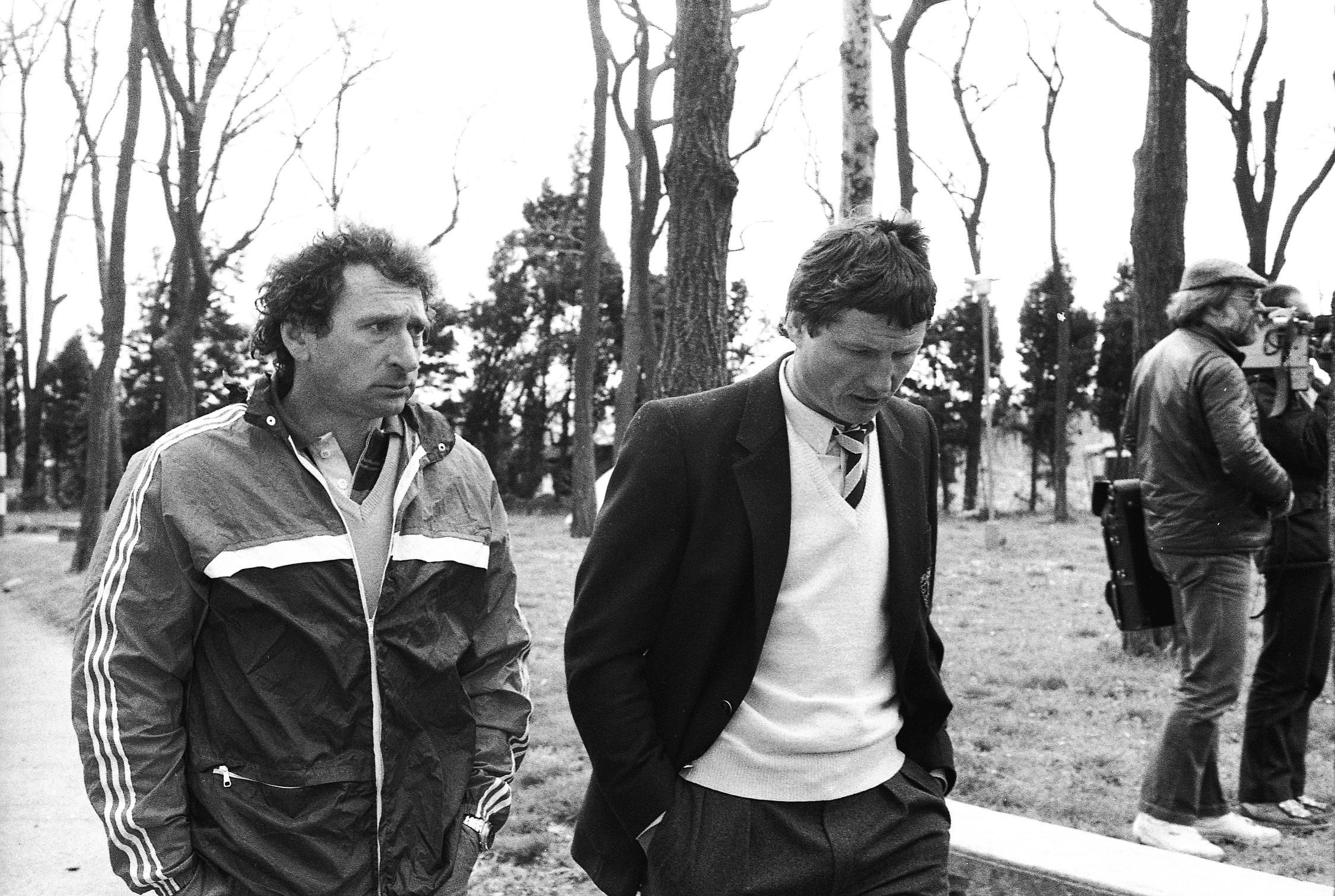
Pierre Villepreux et Jean-Claude Skrela, entraîneurs du Stade toulousain en 1985.

De 1982 à 1989, avec Jean-Claude Skrela à partir de 1983, il entraîne le Stade toulousain de la génération de Serge Laïrle et des frères Portolan. Les résultats ne se font pas attendre : trois boucliers de Brennus prennent la direction de la Ville rose et de la place du Capitole en 1985, 1986 et 1989. Sur leur lancée, les toulousains atteignent en 1991 la finale du championnat et s'inclinent devant les béglais de Vincent Moscato et Serge Simon.
En 1987, il est diplômé de l'INSEP pour son mémoire Rugby de mouvement et disponibilité du joueur où il défend un rugby fondée sur un principe de liberté d'initiative des joueurs qui préside au mouvement général. Son directeur de mémoire, le Professeur Pierre Parlebas, grand théoricien de l'éducation physique et sportive, vante un excellent travail et une curiosité peu fréquente chez un sportif de sa compétence.
En 1989, il est sollicité par la Fédération anglaise pour diriger quelques entraînements du XV de la Rose lors d'un stage au Portugal. Cette coopération, qui se poursuivit un jour par semaine lors du tournoi suivant, suscite alors la polémique. Le sélectionneur de l'équipe de France, Jacques Fouroux, n'hésite pas à la qualifier de trahison.
Dans les années 1990, Pierre Villepreux rédige les chroniques rugbystiques dans les colonnes du quotidien Libération et, dans les années 2000, il participe en tant que consultant à l'émission Les Spécialistes rugby sur Canal+ Sport.
En 1995, il crée la section féminine de l'USA Limoges, rassemblant des joueuses étudiant à Limoges,.
Après avoir été directeur technique du club italien de Benetton Trévise de 1991 à 1993, il retrouve Jean-Claude Skrela en équipe de France qu'ils conduisent en finale de la Coupe du monde de rugby 1999 ainsi qu'à deux Grand Chelem en 1997 et 1998.

### Dirigeant
En 2003, l'International Rugby Board le charge d'élever le niveau de jeu des pays européens de second rang, tels la Roumanie, la Géorgie, l'Espagne ou le Portugal, pour le faire tendre vers celui des équipes du Tournoi des Six Nations.
Il est nommé directeur technique national (DTN) en 1999. Il occupe ce poste jusqu'en janvier 2004. Jean-Claude Skrela lui succède.
Il est ensuite mandaté pour conseiller l'International Board en matière de réglementation et de développement du rugby féminin. Maître de conférences puis Professeur des universités en STAPS, Pierre Villepreux enseigne au centre de droit et d'économie du sport de l'Université de Limoges.
En 2012, il devient vice-président et responsable de la commission sportive du comité du Limousin de rugby,,,. Le 9 décembre 2017, il est élu au comité directeur de la ligue régionale Nouvelle-Aquitaine de rugby, qui remplace le comité, malgré la défaite de sa liste, menée par Bernard Rebeyrol. Il n'est pas candidat à un nouveau mandat en 2020.
Il organise également des stages pour les jeunes de 9 à 16 ans durant deux semaines en été à Lubersac en Corrèze,. Ces stages prônent le jeu de mouvement, cher à Pierre Villepreux.
En 2018, il est nommé par la Ligue nationale de rugby au Comité d'Ethique et de Déontologie, organe de la Fédération française de rugby chargé d'exercer les missions de conseil aux institutions du rugby, d’accompagnement de la Famille du rugby, de promotion des valeurs éthiques et déontologiques du rugby et de surveillance des comportements.

## Palmarès de joueur

### En club
- Finaliste du championnat de France avec Toulouse en 1969.
- Finaliste du championnat de France avec Brive en 1965.
- Finaliste du challenge Yves du Manoir avec Toulouse en 1971.
- Vainqueur du challenge Béguère en 1968, 1969 et 1972.

### En équipe nationale
- Tournoi des Cinq Nations en 1967, 1968 et 1970.
- Grand Chelem en 1968.

## Palmarès d'entraîneur

### Équipe de France
- Grand Chelem dans le Tournoi des Cinq Nations 1997 et 1998
- Vice-champion du monde en 1999

### Équipe d'Italie
- Finaliste des Jeux méditerranéens en 1979

### Club

#### Stade toulousain
- Vainqueur du Championnat de France en 1985, 1986 et 1989
- Challenge Yves du Manoir en 1988
- Finaliste de la Coupe de France en 1985

#### Benetton Trévise
- Vainqueur du Championnat d'Italie en 1992
- Vice-champion d'Italie en 1991

## Statistiques en équipe nationale

### Équipes internationales
- Trois sélections avec les Barbarians britanniques, dont il fut même capitaine.
- 1 sélection dans l'équipe du « Reste du monde » pour les 100 ans de la RFU (Home Union anglaise) en 1971 (titulaire au poste d'arrière de la President's Overseas XV vainqueur de l'Angleterre (28-11) à Twickenham, Jo Maso étant l'autre français de l'équipe[24]).

### Équipe de France
- 34 sélections avec l'équipe de France de 1967 à 1972, une seule fois capitaine.
- 168 points inscrits, 2 essais, 29 transformations, 1 drop et 33 pénalités.
- Sélections par année : 4 en 1967, 6 en 1968, 5 en 1969, 5 en 1970, 7 en 1971, 7 en 1972.
- Tournois des cinq nations disputés : 1967, 1968, 1969, 1970, 1971, 1972.
- Tournées en Nouvelle-Zélande en 1968, en Afrique du Sud en 1971 et en Australie en 1972.

## Distinctions
- Chevalier de la Légion d'honneur (3 mai 1974)
- Officier de la Légion d'honneur (décret du 31 décembre 1989)[25]

- Prix Henry-Deutsch-de-la-Meurthe en 1970 décerné par l'Académie des sports.
- Membre du Temple de la renommée World Rugby depuis 2018, le douzième Français à être ainsi honoré[5].

## Soutien politique
Durant l'entre-deux-tours de l'élection présidentielle française de 2017, il fait partie d'une soixantaine de sportifs en activité ou retraités qui signent un appel à voter Emmanuel Macron le 7 mai 2017 au second tour de l'élection présidentielle « pour que le sport demeure un espace de liberté, d'égalité et de fraternité ».

## Œuvre

### Publications
- Pierre Villepreux, « Mémoire pour le diplôme de l'INSEP : Rugby de mouvement et disponibilité du joueur », Secrétariat d'État chargé de la jeunesse et des sports,‎ 1987 (lire en ligne, consulté le 19 août 2018)
- Pierre Villepreux et Benjamin Singer, « Vers une formalisation de l'analyse sémantique de matches en sports collectifs. Application au rugby à XV. », Mathématiques et Sciences Humaines, vol. 114,‎ 1991 (lire en ligne, consulté le 17 août 2018)

### Monographies
- Pierre Villepreux, Le Rugby, Paris, Éditions Denoël, 17 septembre 1991, 240 p., 24,3 x 21,1 x 1,9 cm (ISBN 2-207-23877-6, EAN 978-2207238776)
- Pierre Villepreux, Formation au rugby de mouvement, Toulouse, Éditions Cépaduès, 1er janvier 1993, 71 p., 24,4 x 17,8 x 1 cm (ISBN 2-85428-309-0, EAN 978-2854283099)
- Pierre Villepreux, Le rugby à XV : Les règles, la technique, la pratique, Toulouse, Éditions Milan, 1er décembre 1995, 141 p., 25,5 x 20 x 1,5 cm (ISBN 2-84113-299-4, EAN 978-2841132997)
- Pierre Villepreux et Fabrice Brochard, Le rugby de haut niveau : Actes de colloque, Toulouse, Editions Cépaduès, 1er janvier 1998, 100 p. (ISBN 2-85428-484-4, EAN 978-2854284843)
- Pierre Villepreux et Vincent Lafon (préf. Serge Kampf), Envoyez du jeu ! : le management du changement à l'école du rugby, Paris, Village mondial, 21 février 2004, 160 p., 23,5 x 15,5 x 1,5 cm (ISBN 2-7440-6086-0, EAN 978-2744060861)
- Pierre Villepreux et Vincent Lafon (préf. Serge Kampf), L'Esprit rugby : Pour un autre leadership, Pearson, 22 août 2007, 224 p., 23,5 x 1,2 x 16 cm (ISBN 978-2-7440-6274-2 et 2-7440-6274-X, EAN 978-2744062742, lire en ligne)
- Pierre Villepreux, Fabrice Brochard et Michel Jeandroz (préf. René Deleplace), Rugby : Le jeu, les joueurs, les entraîneurs - Evolution, apprentissage, Vigot, 4 septembre 2007, 226 p., 25,5 x 1,5 x 19,5 cm (ISBN 978-2-7114-1744-5 et 2-7114-1744-1, EAN 978-2711417445)
- Pierre Villepreux (préf. Christian Montaignac), Intercalé : Autobiographie, Hugo & Cie, 20 janvier 2011, 412 p., 15,2 x 3,5 x 22,1 cm (ISBN 978-2-7556-0648-5 et 2-7556-0648-7, EAN 978-2755606485)
- Gerard Schaller et Pierre Villepreux, Jeu de mains, jeu de Toulousains, Hugo Sport, 28 novembre 2013, 160 p., 25,8 x 2 x 30,1 cm (ISBN 978-2-7556-1337-7 et 2-7556-1337-8, EAN 978-2755613377)
- Pierre Villepreux, Daniel Bouthier et Marc Deleplace, René Deleplace : Du Rugby de mouvement à un projet global pour l'EPS et les STAPS, Septentrion, 11 octobre 2018, 270 p. (ISBN 978-2-7574-2358-5 et 2-7574-2358-4, EAN 978-2757423585)